# Машкинский сельсовет
Машкинский сельсовет — муниципальное образование со статусом сельского поселения в Конышёвском районе Курской области Российской Федерации.
Административный центр — село Машкино.

## История
Статус и границы сельсовета установлены Законом Курской области от 21 октября 2004 года № 48-ЗКО «О муниципальных образованиях Курской области».
Законом Курской области от 26 апреля 2010 года № 26-ЗКО в состав сельсовета включены населённые пункты упразднённого Яндовищенского сельсовета.

## Население
| 2002 | 2010 | 2012 | 2013 | 2014 | 2015 | 2016 |
| ---- | ---- | ---- | ---- | ---- | ---- | ---- |
| 647  | ↘564 | ↘533 | ↘497 | ↘463 | ↘440 | ↘411 |
| 2017 | 2018 | 2019 | 2020 | 2021 |      |      |
| ↘395 | ↘374 | ↘346 | ↘345 | ↗349 |      |      |

## Состав сельского поселения
| №  | Населённый пункт | Тип населённого пункта       | Население |
| -- | ---------------- | ---------------------------- | --------- |
| 1  | Богдановка       | деревня                      | ↘18       |
| 2  | Булгаковка       | деревня                      | ↘63       |
| 3  | Верхопрудка      | деревня                      | ↘21       |
| 4  | Заслонки         | деревня                      | ↘26       |
| 5  | Мармыжи          | деревня                      | ↘81       |
| 6  | Матвеевка        | деревня                      | ↘10       |
| 7  | Машкино          | село, административный центр | ↘219      |
| 8  | Рожня            | деревня                      | ↘8        |
| 9  | Форсов           | хутор                        | ↘7        |
| 10 | Яндовище         | село                         | ↘29       |
| 11 | Яцено            | село                         | ↘82       |